# Notting Hill (film)
Notting Hill je britská romantická komedie z roku 1999, která se odehrává v londýnské městské části Notting Hill, s Julií Robertsovou a Hughem Grantem v hlavní roli. Jemná situační komedie je plná nečekaných zápletek a dějových zvratů.
Scénář díla pochází z pera Richarda Curtise, který je také autorem scénáře ke snímku Čtyři svatby a jeden pohřeb. Hlavním producentem snímku byl Duncan Kenworthy a režisérem Roger Michell. Dále hrají Rhys Ifans, Emma Chambersová, Tim McInnerny, Gina McKee a Hugh Bonneville.

## Děj
Fiktivní hollywoodská filmová hvězda Anna Scottová během pobytu v Londýně při britské premiéře svého nového filmu (zde v podání skutečné hollywoodské filmové hvězdy Julie Robertsové) vstoupí do malého knihkupectví v londýnské rázovité čtvrti Notting Hillu. Knihkupectví patří nesmělému a osamělému muži Williamovi Thackerovi (hraje jej Hugh Grant), který ji zaujme nevšední vlídností a upřímností. Rozvíjející se vztah mezi Annou a Williamem – lidmi rozdílných profesí žijících ve zcela odlišném prostředí – musí překonat mnohá protivenství.

## Ocenění
Evropské filmové ceny (1999)

Roger Michell (Nejlepší film); nominace
Zlatý glóbus (2000)

– Nejlepší film – muzikál nebo komedie; nominace

– Hugh Grant (Nejlepší herec – komedie nebo muzikál); nominace

– Julia Roberts (Nejlepší herečka – komedie nebo muzikál); nominace
BAFTA (2000)

– Cena diváků pro film roku; vítězství

– Rhys Ifans (Nejlepší herec ve vedlejší roli); nominace

– Duncan Kenworthy, Roger Michell (Výjimečný britský film); nominace
aj.